# ペイルライダー
『ペイルライダー』（Pale Rider）は、1985年のアメリカ西部劇映画。西部劇の名作『シェーン』と、かつてクリント・イーストウッド自身が主演した『荒野のストレンジャー』とを合わせたような作品。

## あらすじ
1880年頃のカリフォルニア州。カーボン峡谷と呼ばれる谷あいの村と付近の町で、金採掘の権利を巡る小競り合いが繰り返されていた。大掛かりで強引な水力採掘の手法をとり、町を興した名士コイ・ラフッドがカーボン峡谷に新たな狙いを定め、採掘権を持って細々と採掘する村人たちに嫌がらせを行っていた。間もなく冬を迎えるある日のこと、村人のリーダー格ハルが町へ買い出しに出るが、いつものようにラフッド一味の4人にからまれ、丸腰のまま暴行を受ける。ところが、その場に現れた流れ者の男に、4人はあっという間に叩きのめされる。
ハルはお礼にと男を村の自宅に客として招き入れ、婚約者サラとその娘ミーガンを紹介するが、彼の背中には6つの銃痕があった。サラはかつて夫に蒸発され男性不信になっていたが、カラーをつけて牧師の扮装で現れた男に警戒を解き、ミーガンは救けを求める自分の祈りに現れてくれたと慕い寄る。一方、町での騒動を聞いたラフッドの息子ジョシュは、牧師を追い出そうと大男クラブを連れて村へ乗り込んでいくが、あえなく牧師に撃退される。強さを兼ね備えた牧師を身近に得て、迫害に屈しかけていた村人たちは再び団結していく。牧師の頼もしさにミーガンは恋心を抱くようになるが、彼はミーガンの気持ちに距離を置く。
ラフッドは自分の持つ鉱脈も枯れて政治家から水力採掘も禁止されそうな状況に焦り、牧師を取り込むことや金を払うことで村人を立ち去らせようと目論む。しかし、そのどちらも成功しなかったために、ラフッドは最終手段として、金で動く冷酷な保安官ストックバーンとその凄腕の部下たちを雇う。町に現れたストックバーンは、牧師の人相をラフッドから聞くと不安そうに「おかしい。奴は死んだはずだ」と呟く。村人たちは買収にも応じずに頑張り続けたが、金塊を掘り当てたスパイダーが町に出てラフッドに挑戦的な態度を見せ、見せしめとしてストックバーンたちに射殺される。ストックバーンはスパイダーの息子たちに、牧師に町に来るように伝える。
話を聞いた牧師は、引き留めようとするサラと別れを交わし、翌朝村を出ようとするが、ハルが同行を申し出て、二人でラフッドの金鉱を爆破しに向かう。牧師はジョシュに撃たれそうになるが、寸前でクラブに助けられ、金鉱の爆破に成功する。しかし、牧師はハルの馬を逃がして一人でストックバーンとの決着を付けるために町に向かう。町に到着した牧師は、ラフッドの部下たちを叩き出し、ストックバーンの部下を全員射殺する。ストックバーンは牧師と決着を付けようとするが、牧師に敗北して射殺される。その隙を突いてラフッドが牧師を狙うが、徒歩で町に辿り着いたハルに射殺される。牧師はハルと別れて町を出て行き、彼と別れを交わそうと町に到着したミーガンは、牧師が去った山に向かい感謝の言葉を叫ぶ。

## スタッフ
- 製作・監督：クリント・イーストウッド
- 脚本：マイケル・バトラー、デニス・シュラック
- 音楽：レニー・ニーハウス
- 撮影：ブルース・サーティース
- 美術：エドワード・C・カーファグノ
- 編集：ジョエル・コックス
- SFX：チャック・ガスパー

## キャスト
※括弧内は日本語吹替
- 牧師 - クリント・イーストウッド（山田康雄）
- ハル・バレット - マイケル・モリアーティ（池田勝）
- サラ・ウィーラー - キャリー・スノッドグレス（谷育子）
- ミーガン・ウィーラー - シドニー・ペニー（英語版）（水谷優子）
- ジョシュ・ラフッド - クリストファー・ペン（谷口節）
- コイ・ラフッド - リチャード・ダイサート（富田耕生）
- ストックバーン - ジョン・ラッセル（英語版）（加藤精三）
- スパイダー - ダグ・マクグラス（英語版）（麦人）
- マクギル - チャールズ・ハラハン（今西正男）
- クラブ - リチャード・キール
- 副保安官メイザー - ビリー・ドラゴ　
  - 字幕版（DVD、Blu-ray）翻訳：岡枝慎二[2]、杉山 緑(BSプレミアム/プレミアムシネマ)[3]
  - 日本語版制作スタッフ - 蕨南勝之（演出）、たかしまちせこ（翻訳）、リレーション（効果）、東北新社（制作）
  - 初回放送 - 1989年12月20日、TBS「水曜ロードショー」（BD収録）

※日本語吹替は上記の他、1986年に公開されたJAL機内上映版が存在する。

## 評価
レビュー・アグリゲーターのRotten Tomatoesでは29件のレビューで支持率は93%、平均点は7.30/10となった。Metacriticでは13件のレビューを基に加重平均値が61/100となった。

## TV地上波
| 年   | 月 | 日 | 局         | 枠                 | 備考               |
| ---- | -- | -- | ---------- | ------------------ | ------------------ |
| 1989 | 12 | 20 | TBS        | 水曜ロードショー   | 初回放送（BD収録） |
| 2021 | 5  | 25 | テレビ東京 | 午後のロードショー |                    |
| 2023 | 9  | 8  | テレビ東京 | 午後のロードショー |                    |